# Trabala vishnou
Trabala vishnou, a mariposa lappet rosa-murta, é uma mariposa da família Lasiocampidae. É encontrado no sudeste da Ásia, incluindo Paquistão, Índia, Tailândia, Sri Lanka, Mianmar, Java, China, Japão, Taiwan, Hong Kong, Vietnã e Indonésia. Quatro subespécies são reconhecidas.

## Descrição

### Adulto
A envergadura é de cerca de 67 mm para fêmeas e 47 para machos. A cor do corpo do macho é verde maçã. Antenas marrom ocre. O disco da asa anterior e a margem interna da asa posterior são esbranquiçados. Asas anteriores com uma linha antemedial pálida tênue curvada abaixo da costa. Há uma mancha escura no final da célula e uma linha pós-medial oblíqua e pálida que se torna medial na asa posterior. Ambas as asas têm uma série de pequenas manchas escuras submarginais. A fêmea é verde amarelada, que se desvanece para ocre. As linhas e manchas de ambas as asas são aumentadas e enegrecidas. A mancha no final da célula da asa anterior é grande, conspícua e irregular (polvilhada) com escamas pretas, e às vezes centralizada com cinza. Uma mancha marrom-avermelhada espessamente irrodada com preto ocupando toda a área interna medial da nervura mediana até a margem interna. Os cílios das asas são enegrecidos.

### imaturos

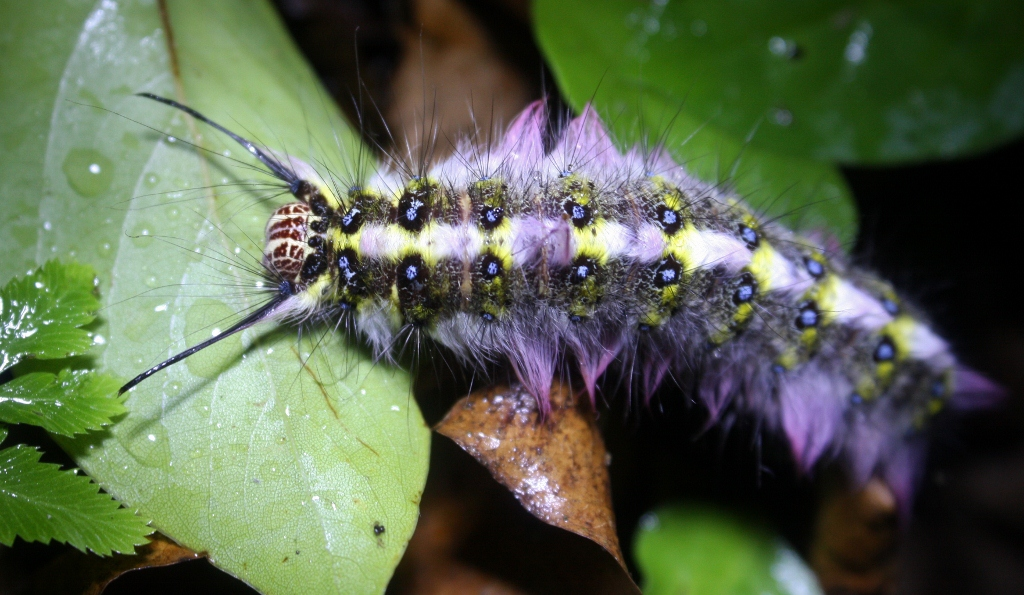
Metamorfose arroxeada

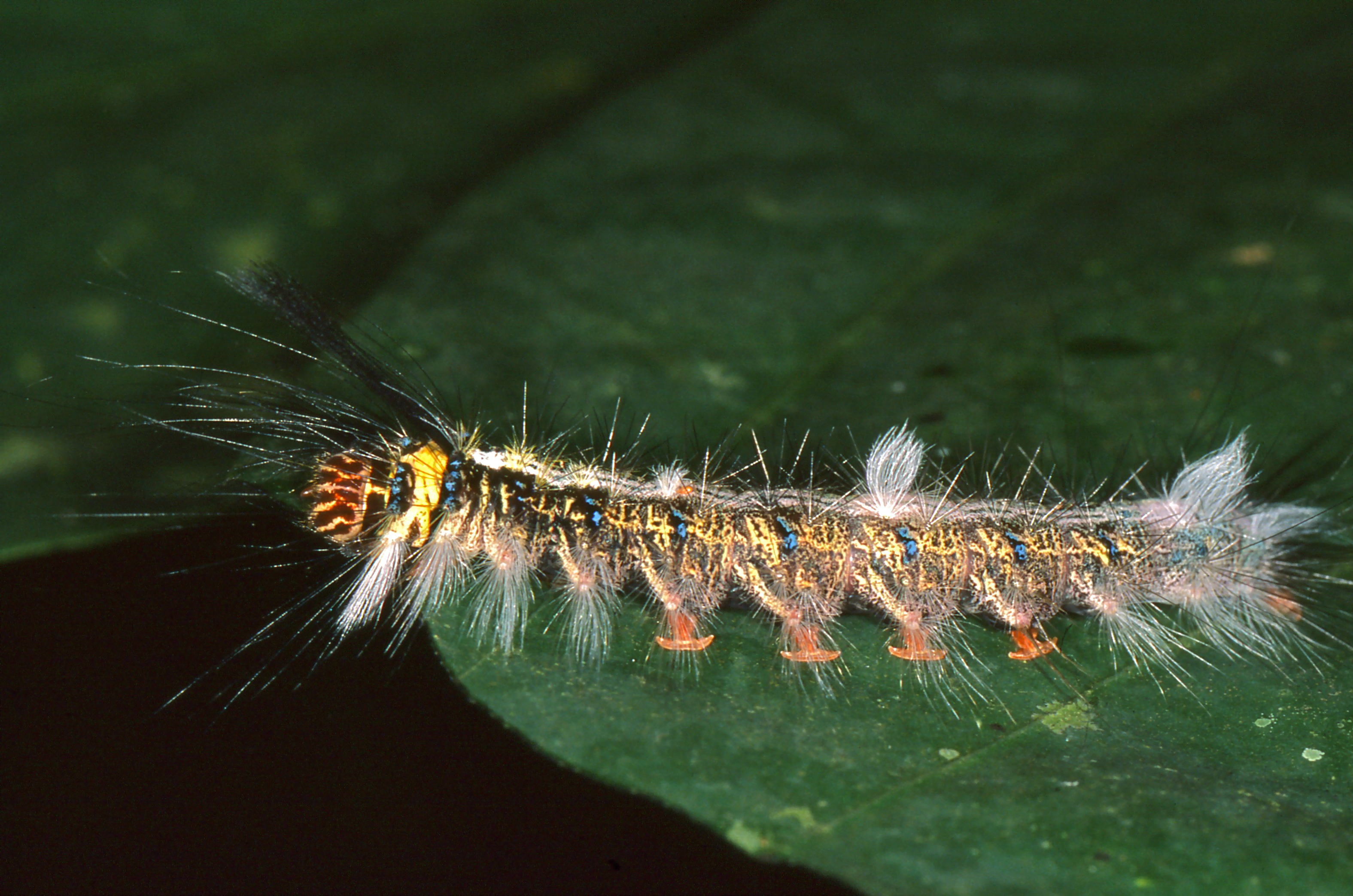
Metamorfose acastanhada

A larva tem a cabeça amarela manchada de vermelho e a cor do corpo é cinza acastanhada com longos tufos laterais em cada somito. O primeiro somito é preto e cinza, outros somitos são cinza. Existem manchas pretas dorsais e laterais emparelhadas em cada somito, das quais brotam longos cabelos pretos. Manchas nos somitos torácicos estão coalescendo. Em vez de lagartas coloridas usuais, existem dois morfos que podem ser encontrados. Algumas larvas são enegrecidas com uma larga faixa dorsal branca, os tufos anteriores são castanho-avermelhados. O outro morfo é avermelhado com manchas laterais azuis. No entanto, o casulo é ocre em todos os morfos com pelos pretos curtos que se projetam dele, que são intensamente irritantes.

## Ecologia
As larvas foram criadas em espécies de Populus e também se alimentam de mamona, jamun, romã, rosa e sândalo. A vespa braconid, Cotesia trabalae é um parasitoide conhecido da mariposa.

## Subespécies
- Trabala vishnou gigantina Yang, 1978
- Trabala vishnou guttata (Matsumura, 1909)
- Trabala vishnou singhala Roepke, 1951
- Trabala vishnou vishnou